# Спартак (стадион, Петрозаводск)

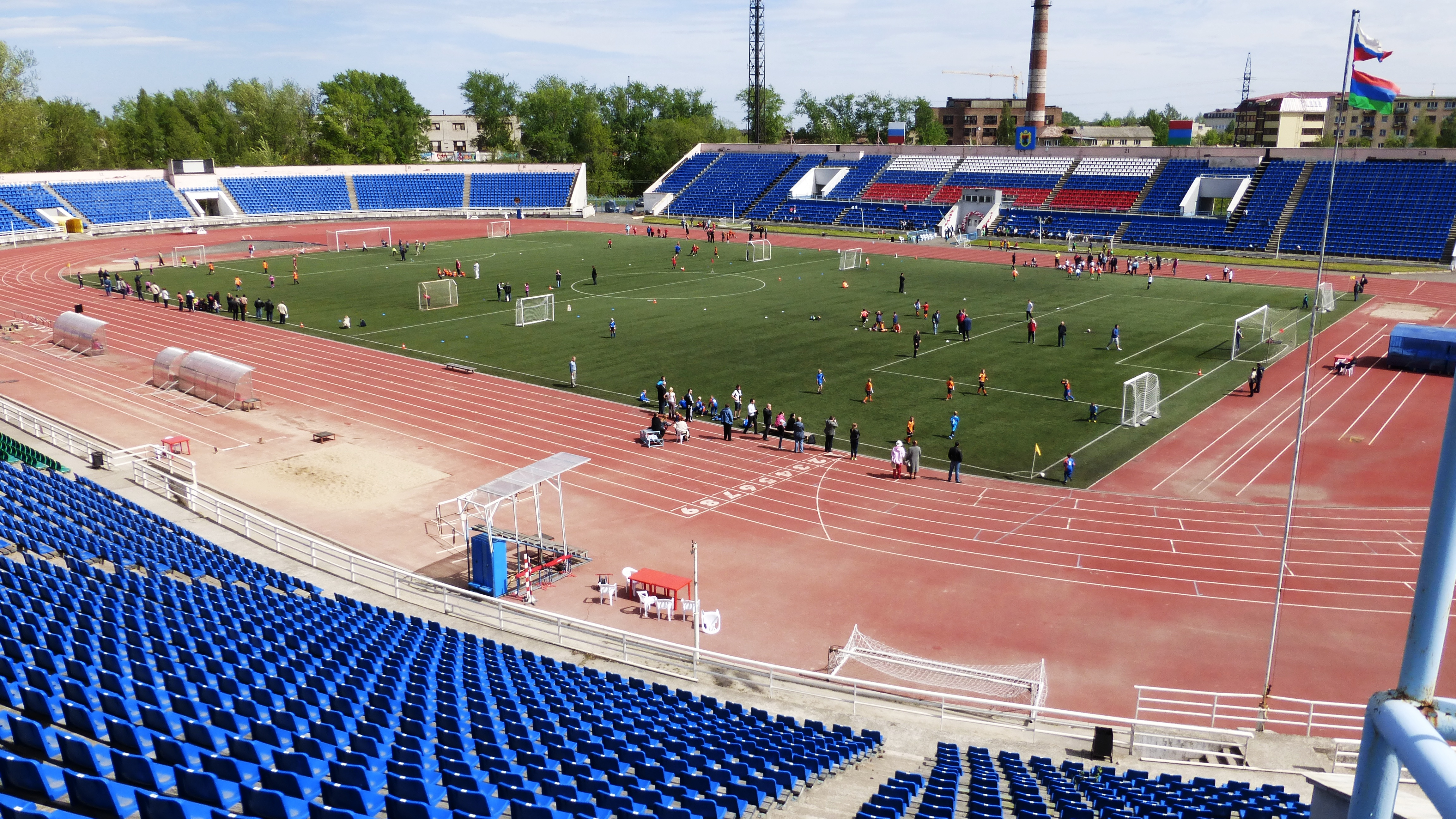
Стадион «Спартак» (май 2014 года)

Центральный республика́нский стадио́н «Спарта́к» (карел. "Spartak"-tazavallan stadion, фин. "Spartak"-tasavallan stadion) — многофункциональный стадион, расположенный в центре Петрозаводска, на берегу реки Лососинки. Домашняя арена футбольного клуба «Сборная Республики Карелия». На стадионе проводит матчи команда Лиги американского футбола «Карельские Оружейники».

## История
Проектирование и строительство стадиона началось согласно решению исполкома Петрозаводского городского совета от 28 апреля 1964 г. о разрешении добровольному спортивному обществу «Спартак» реконструкции бывшего стадиона Онежского тракторного завода (строился поэтапно — футбольная площадка, волейбольная площадка, каток, подсобные помещения в 1956—1961 гг. под названием «Торпедо», полностью открыт в 1961 г. под наименованием стадион ОТЗ, находился в пойме реки Лососинки напротив Дома культуры ОТЗ).
Реконструкция (фактически строительство нового стадиона) велась в 1968—1983 годах.
Открыт 30 июня 1984 г. — открытым чемпионатом Карелии по лёгкой атлетике международными матчами по футболу между сборной Петрозаводска (тренеры В. Бабкин и Е. Коровкин) и сборной Варкауса (тренер Я. Нююссинен), окончившимся победой петрозаводских футболистов. Также на стадионе прошло театрализованное представление в честь 40-летия освобождения Карелии.
В 2006 году стадион был реконструирован ЗАО «Карелстроймеханизация» (заказчиком выступил МУП «Управление капитального строительства города Петрозаводска»).
В сентябре 2011 года стадион не прошёл сертификацию Российского футбольного союза. Для получения лицензии по проведению матчей второй лиги национального чемпионата, на выполнение ремонтных работ из бюджета Республики Карелия было выделено 14,5 миллиона рублей.
Зрительские трибуны после реконструкции 2012 года и установки индивидуальных сидений вмещают 14545 человек. Ранее вместимость составляла 20000 зрителей.
С конца 2010-х гг. трибуны стадиона находятся в неудовлетворительном состоянии, разработан проект реконструкции стадиона.

## Общая информация
Стадион «Спартак» используется как для проведения футбольных матчей (для этого предусмотрено футбольное поле с искусственным покрытием), так и для проведения соревнований по лёгкой атлетике — вокруг поля имеются беговые дорожки.
Стадион имеет 4 трибуны, 4 осветительные мачты. Перед стадионом расположена автостоянка. Под трибунами стадиона расположены раздевалки, оздоровительный центр, тренажёрный зал, сауна.

## Адрес
Республика Карелия, город Петрозаводск, улица Герцена, 1.